# Epidendrum macroclinium
Epidendrum macroclinium är en orkidéart som beskrevs av Eric Hágsater. Epidendrum macroclinium ingår i släktet Epidendrum och familjen orkidéer. Inga underarter finns listade i Catalogue of Life.